# پیتشیتسه
پیتشیتسه (به چکی: Pěčice) یک منطقهٔ مسکونی در جمهوری چک است که در ناحیه ملادا بولسلاو واقع شده‌است.